# Montoku
Imperador Montoku (文徳天皇, Montoku-tennō, 827—858) foi o 55º Imperador do Japão, na lista tradicional de sucessão.

## Vida
Ele era o filho mais velho do Imperador Nimmyo. Sua mãe era a Imperatriz Fujiwara no Junshi (também chamada Imperatriz Gojō (五条后), filha do Sadaijin Fujiwara no Fuyutsugu. Reinou de 850 a 858. Antes da sua ascensão ao trono, seu nome era Michiyasu, mas também era conhecido como Tamura-no-mikado ou Tamura-tei.
Em 06 de maio de 850, no 17º ano do reinado do Imperador Nimmyo este morre; e Montoku seu filho mais velho recebe a sucessão. Neste momento Montoku concede o título de príncipe herdeiro a seu quarto filho Korehito-shinnō, o futuro Imperador Seiwa com então 9 meses de idade.
Neste mesmo ano , 850, a viúva do Imperador Saga, que também era a mãe do Imperador Nimmyo e avó do Imperador Montoku, morreu. Ela era uma budista muito devota, e fundara um templo chamado Danrin-ji (檀林寺) no local onde se localiza o atual templo Tenryu-ji (天龍寺) - formalmente conhecido como Tenryu Shiseizen-ji (天龍資聖禅寺) , localizado no moderno bairro de Susukinobaba-cho, Ukyō Ward em Quioto.  Antes de sua morte, a ex-imperatriz era conhecida pelo título honorífico, Danrin-Kogo (檀林皇后); e foi homenageada como uma santa.
Em 855 ocorreu uma rebelião do povo emishi, em resposta Montoku organizou uma força de 1 000 homens e provisões foram enviados para o norte para conter a rebelião.
No dias 07 de outubro de 858 Montoku morreu aos 31 anos de idade. O Imperador  Montoku é tradicionalmente venerado em um memorial no santuário xintoísta em Quioto. A Agência da Casa Imperial designa este local como Mausoléu de Montoku. E é oficialmente chamado Tamura no misasagi.

## Daijō-kan
- Daijō Daijin, Fujiwara no Yoshifusa　(藤原良房), 857–858.[5]
- Sadaijin, Minamoto no Tokiwa　(源常), 850–854.[5]
- Sadaijin, Minamoto no Makoto　(源信), 854–858.[5]
- Udaijin, Fujiwara no Yoshifusa　(藤原良房), 850–857.[5]
- Udaijin, Fujiwara no Yoshisuke (藤原善佐), 857–858.[5]